# Загає-Ксьонжніцькі
Загає-Ксьонжніцькі (пол. Zagaje Książnickie) — село в Польщі, у гміні Кошиці Прошовицького повіту Малопольського воєводства.
Населення — 192 особи (2011).
У 1975-1998 роках село належало до Келецького воєводства.

## Демографія
Демографічна структура станом на 31 березня 2011 року:
|          | Загалом | Допрацездатний вік | Працездатний вік | Постпрацездатний вік |
| -------- | ------- | ------------------ | ---------------- | -------------------- |
| Чоловіки | 96      | 22                 | 62               | 12                   |
| Жінки    | 96      | 10                 | 57               | 29                   |
| Разом    | 192     | 32                 | 119              | 41                   |